# Metropolitana di Busan
La metropolitana di Busan (부산 도시철도?, 釜山 都市鐵道?, Busan dosicheoldoLR) è il sistema di metropolitana a Busan in Corea del Sud. La metropolitana attualmente dispone di 5 linee operative e 129 stazioni, di cui una come linea di metropolitana leggera. La metropolitana ha una lunghezza di 131,7 km.

## Linee e collegamenti
Ecco le linee con i rispettivi colori:
| Colore    | Nome/Numero          | Nome coreano    | Partenza                       | Fine                     | Lunghezza |
| --------- | -------------------- | --------------- | ------------------------------ | ------------------------ | --------- |
| Arancione | Linea 1              | 1호선           | Dadaepo Beach (다대포해수욕장) | Nopo (노포)              | 40,5 km   |
| Verde     | Linea 2              | 2호선           | Jangsan (장산)                 | Yangsan (양산)           | 45,2 km   |
| Marrone   | Linea 3              | 3호선           | Suyeong (수영)                 | Daejeo (대저)            | 18,1 km   |
| Blu       | Linea 4              | 4호선           | Minam (미남)                   | Anpyeong (안편)          | 12,7 km   |
| Viola     | Metro leggera Gimhae | 부산-김해경전철 | Sasang (사상)                  | Kaya University (가야대) | 23,9 km   |
| Blu       | Linea Donghae-Nambu  | 동해남부선      | Bujeon (부정)                  | Taehwagang (태화강)      | 63,8 km   |

## Biglietti

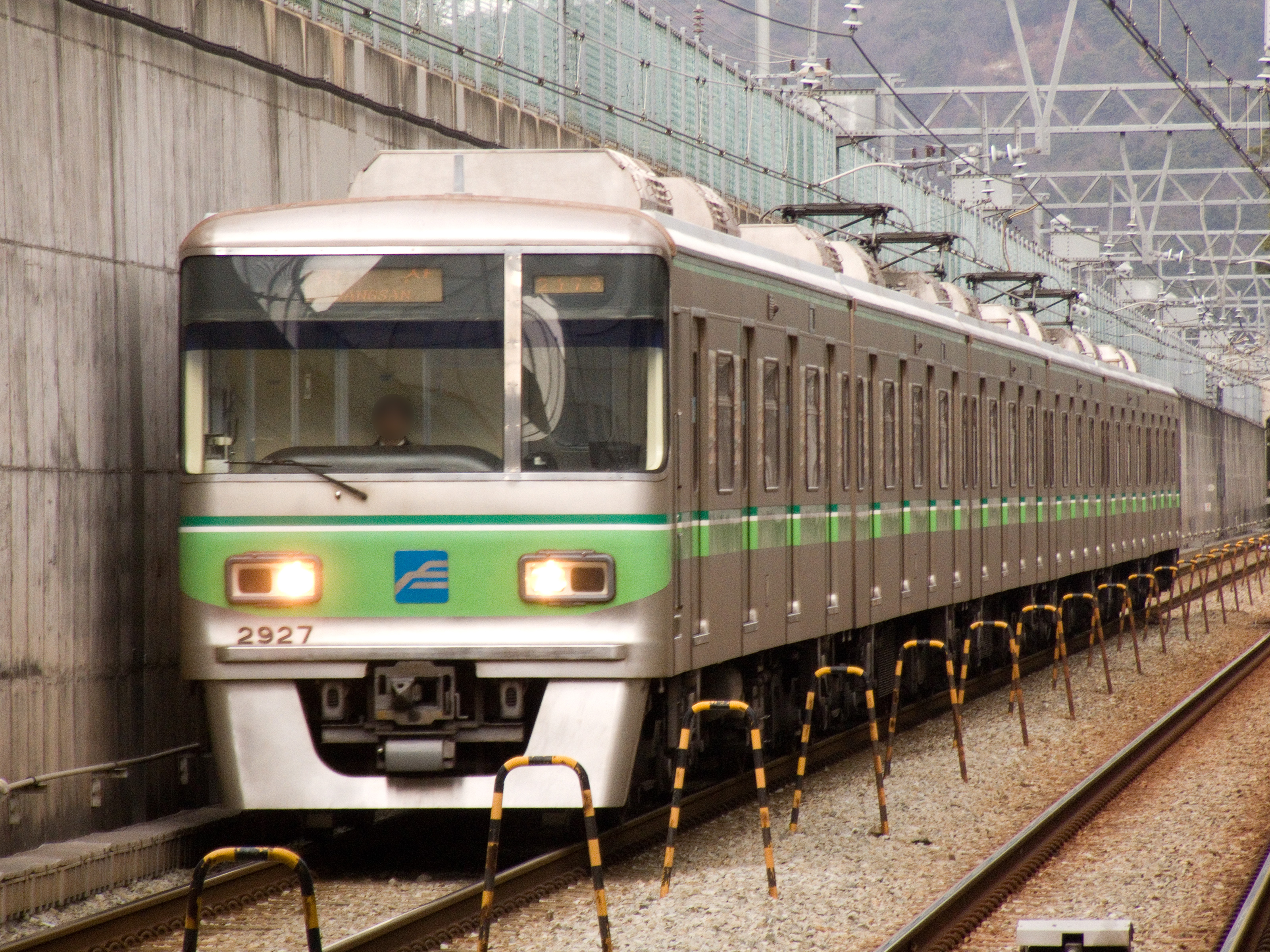
Un treno della linea 2

Il prezzo base di un biglietto parte da 1100 won per una tratta fino a 10 km, e di 1300 won per tutte le destinazioni più distanti. I biglietti sono acquistabili presso le emettitrici automatiche presenti in ogni stazione. I biglietti sono richiesti anche all'uscita dalla stazione. 
Come nella metropolitana di Seul, anche a Busan sono disponibili delle carte per la bigliettazione elettronica. Sono la Hanaro Card (하나로카드) e la Digital Busan Card (디지털부산카드), che offrono anche un 10% di sconto, utilizzabili anche per i bus cittadini.

## Servizi
Presso la piattaforma della linea 1 alla stazione di Seomyeon è presente l'ufficio degli oggetti smarriti. Gli oggetti trovati nei treni e nelle stazioni vengono conservati qui per 7 giorni prima di essere dati in custodia alla polizia.
Tutte le stazioni sono coperte dal segnale digitale DMB dal 2006, grazie al quale è possibile vedere la TV su dispositivi portatili compatibili.

## Progetti futuri
- È in fase di costruzione l'estensione della linea 1 fino al quartiere di Saha-gu, con previsione di apertura nel 2013 o nel 2014.
- Entro il 2014 inoltre la linea 2 avrà un'estensione che porterà a 50 il numero delle stazioni, mentre per il 2013 si prevede di estendere la linea 1 fino al quartiere di Saha-gu.
- L'ora inutilizzata linea Donghae Nambu verrà potenziata per permettere servizi suburbani fra Busan e Ulsan dal 2015.
- È in progetto una metropolitana leggera che colleghi la stazione di Sasang con l'isola di Gadeok, con una prima fase prevista nel 2016.
- Per il 2018 si prevede di inaugurare un servizio suburbano sulla linea Gyeongjeon, che colleghi Busan con Changwon.